# Аскаров Атакул
Атакул Аскаров (26 березня 1940, село Ана-Кизил, тепер Ошської області, Киргизстан) — киргизький радянський діяч, ланкової ланки із збирання кукурудзи радгоспу «Шоро-Башат» Узгенського району Ошської області Киргизької РСР. Член ЦК КПРС у 1990—1991 роках. Народний депутат СРСР (1989—1991).

## Життєпис
З 1956 року працював трактористом радгоспу «Узген» Узгенського району Ошської області Киргизької РСР.
У 1967 році закінчив вечірню середню школу.
Член КПРС з 1969 року.
У 1974—1982 роках — ланковий радгоспу «Узген» Узгенського району Ошської області Киргизької РСР.
З 1982 року — ланкової ланки із збирання кукурудзи радгоспу «Шоро-Башат» Узгенського району Ошської області Киргизької РСР.
Потім — пенсіонер.

## Нагороди
- орден «Манас» І ст. (Киргизстан) (1.09.2022)